# 黄河水库 (磐石)
黄河水库是中国吉林省吉林市磐石市境内的一座水库，位于饮马河支流小黄河上，建于1973年。水库正常库容为2300万立方米，集雨面积为784平方千米，海拔为93米。